# Mutuelle de santé en France
« Mutuelle » redirige ici. Pour les autres significations, voir Mutualité.
 (mars 2023).
Les informations dans cet article sont mal organisées, redondantes, ou il existe des sections bien trop longues. Structurez-le ou soumettez des propositions en page de discussion.
Avec le temps, il arrive que le contenu présent dans un article devienne désordonné. Il est souvent nécessaire de réorganiser l'article de fond en comble.
- Il faut tout d’abord répartir le contenu de l'article en plusieurs sections. Les informations doivent ensuite être exposées clairement et le plus synthétiquement possible, regroupées par sujet afin d'éviter les doublons. Quelqu'un cherchant une information précise doit pouvoir la trouver rapidement en lisant la section appropriée.
- À l'intérieur de chaque section, le texte, souvent initialement sous la forme de phrases éparses, doit être regroupé dans des paragraphes de quelques lignes, en assurant un enchaînement logique et une cohérence entre les phrases.
- Lorsque l'article ou l'une de ses sections développe trop longuement un point qui n'est pas dans le cœur du sujet traité, il convient de faire une synthèse et de transférer l'ancien contenu dans des articles plus appropriés (en cas de transfert, il faut impérativement respecter la procédure Aide:Scission).

Si vous pensez que ces points ont été résolus, vous pouvez retirer ce bandeau et améliorer le plan d'un autre article.
Les mutuelles sont des sociétés de personnes à but non lucratif organisant la solidarité entre leurs membres, et dont les fonds proviennent principalement des cotisations des membres. Elles ont vocation à être sans objet de bénéfice et ont un rôle avant tout social depuis des décennies. À ce titre, elles font partie de l'économie sociale et solidaire.

## Fonctionnement
En France, le fonctionnement des mutuelles est régi par le Code de la mutualité. Elles agissent en complément de la sécurité sociale obligatoire. 
Elles proposent notamment :
- des complémentaires santé ;
- de la prévoyance (capital et rentes décès, indemnités journalières maladie et accident, capital et rentes invalidité, garanties emprunteurs…) ;
- des supplémentaires retraite ;
- gèrent des réalisations sanitaires et sociales.

L'article L111-1, alinéa 1 du Code de la mutualité définit les mutuelles comme : « des personnes morales de droit privé à but non lucratif. Elles sont soumises aux dispositions du présent code à dater de leur immatriculation au registre national des mutuelles. Elles mènent notamment au moyen de cotisations versées par leurs membres, et dans l’intérêt de ces derniers et de leurs ayant droit, une action de prévoyance, de solidarité et d’entraide, dans les conditions prévues par leurs statuts afin de contribuer au développement culturel, moral, intellectuel et physique de leurs membres et à l’amélioration de leurs conditions de vie. »
Le Code de la mutualité a fait l'objet d'une réforme en 2017, avec l'ordonnance no 2017-734 du 4 mai 2017 portant modification des dispositions relatives aux organismes mutualistes.

## Distinction entre mutualisme et assurance
Les compagnies d'assurances dépendent du Code des assurances et les mutuelles santé sont régies par le Code de la mutualité. 
Il y a deux sortes de sociétés d'assurances :
- les compagnies d'assurances par actions avec un objectif de bénéfice et dont les membres des structures de gouvernance sont élus par l'assemblée générale des actionnaires ;
- les sociétés d'assurance mutuelles, à but non lucratif, sans capital social, dont les membres des structures de gouvernance sont élus par les sociétaires.

Les mutuelles santé se distinguent d'une compagnie d'assurance par actions sur plusieurs points :
- le fonctionnement interne est égalitaire, il n'est pas lié à l'apport de capital : chaque adhérent possède une voix dans les délibérations (caractéristique de la société de personnes, à l'encontre de la société en participation de capital) ;
- les fonds propres varient selon les cotisations ;
- le but non lucratif : tout excédent est réparti au sein des mutuelles entre les membres ou mis en réserves ;
- les cotisations sont indépendantes du risque individuel de l'adhérent : il n'existe pas de sélection selon l'état de santé de l'adhérent (le questionnaire médical est interdit). Cependant, le risque est parfois partiellement maîtrisé par l'augmentation des cotisations selon l'âge de l'adhérent, et par la catégorisation pour les mutuelles : mutuelles d'enseignants, de cadres, d'étudiants, etc.
- Il n'est généralement pas possible de résilier un contrat santé d'une mutuelle consécutivement à une hausse de prix, car les hausses sont votées par l'Assemblée Générale et donc sont considérées comme acceptées de fait par l'adhérent.

## Distinction entre mutuelles santé et mutuelles d'assurance
Contrairement aux mutuelles santé (MGEN, Mutualia, Mutuelle Générale, Unéo, Harmonie Mutuelle, MNT, etc.), les mutuelles d'assurance (MAIF, MACIF, Matmut, MAAF, MMA, SMACL, Thélem assurances, etc.) ne proposaient à l'origine que des contrats d'assurance automobile ou habitation. Elles se sont progressivement diversifiées, notamment dans la santé et dans des produits d'épargne et de prévoyance. Elles partagent avec les mutuelles santé les règles de fonctionnement démocratique et la non-lucrativité, mais elles s'en distinguent par leur régime réglementé par le Code des assurances. Certaines mutuelles d'assurance ont créé des filiales comme « Maaf Santé » ou « Macif Mutualité » et sont réglementées par le Code de la mutualité. Il faut également ne pas les confondre avec des compagnies d'assurance proposant des offres de santé avec un but lucratif (AXA, Swiss Life, etc.).
Il faut ajouter à cet univers les courtiers en protection sociale qui sont des acteurs privés indépendants des assureurs et des mutuelles, et qui ont pour fonction de chercher l'offre la plus adéquate au besoin du client. Le courtier est généralement commissionné par l'assureur, mais peut aussi demander des honoraires au client.
Le client bénéficie ainsi de plusieurs offres et d'un interlocuteur supplémentaire dans la mise en place, le suivi et la gestion de ses contrats.

## Distinction entre mutuelles et sécurité sociale
- L'adhésion au système français de sécurité sociale est à la fois un droit et une obligation. En revanche, depuis la loi du 14 juin 2013, tout salarié français doit se voir proposer une complémentaire santé par son employeur[5]. Autrefois facultative, la mutuelle santé devient obligatoire en France au 1er janvier 2016. Peu importe la taille, le domaine d’activité, le chiffre d'affaires et le nombre de salariés de l’entreprise, tout employeur est obligé de mettre en place la mutuelle entreprise depuis 2016[6]. L'employeur est tenu de prendre en charge au moins 50 % des cotisations mensuelles, la mutuelle entreprise coûte moins cher aux salariés que la mutuelle santé à titre individuel.[réf. nécessaire] La loi de la sécurisation de l’emploi du 14 juin 2013, résultant de l’Accord national interprofessionnel, prévoit un socle minimum de garanties à offrir à l’ensemble des salariés. Les remboursements sont effectués sur toute consultation, prestation ou acte médical remboursable par l’Assurance maladie. Le panier de soins minimum comprend l’intégralité du forfait hospitalier et du ticket modérateur, 125 % de la base de remboursement sur les soins dentaires (prothèses dentaires et orthodontie) et les frais optiques sont remboursés en fonction de certains planchers et plafonds. Dans certains cas, les salariés peuvent renoncer à l'adhésion généralisée de la mutuelle entreprise : les salariés en CDD (justifiant d’une assurance maladie complémentaire, sauf pour un CDD de moins de 12 mois), les salariés, dont la cotisation à la mutuelle entreprise dépasserait 10 % du revenu brut et les bénéficiaires de la CMU-C3 et de l’ACS4. La généralisation de la mutuelle entreprise permet à tous les salariés français d’être assurés par une mutuelle santé, garantissant des remboursements minimaux sur les frais de santé principaux. Les chefs d’entreprise bénéficient d'avantages fiscaux s’ils respectent certains critères déterminés.
- La cotisation à la sécurité sociale dépend des revenus, la cotisation auprès des mutuelles santé dépend de l'âge de chaque adhérent si contrat individuel et de l'âge moyen du collège des assurés si contrat collectif et des prestations médicales choisies (avec quelques exceptions, surtout au sein des mutuelles de la fonction publique ou subsistent encore quelques mutuelles dont les cotisations dépendent des revenus).
- La gestion de la sécurité sociale est le fait d'un conseil d'administration où siègent l'État, le patronat et les syndicats, la gestion des mutuelles est le fait d'une assemblée générale et d'un Conseil d'Administration élus par l'ensemble des adhérents.
- Dans certains cas, les mutuelles deviennent obligatoires notamment dans certaines entreprises publiques et privées. Les étudiants ont également l'obligation d'avoir une assurance santé.

## Par pays
En France, l'accord national interprofessionnel du 11 janvier 2013 pour un nouveau modèle économique et social au service de la compétitivité des entreprises et de la sécurisation de l'emploi et des parcours professionnels des salariés prévoit la généralisation du droit à la complémentaire santé avant le 1er janvier 2016 (article 1). Ce droit a été intégré dans la loi de sécurisation de l'emploi du 14 juin 2013.

## Représentation
En France, la quasi-totalité des mutuelles sont adhérentes à la Fédération nationale de la mutualité française (FNMF), présidée depuis le 23 juin 2016 par Éric Chenut. 
Le 13 mars 1989, la Fédération nationale indépendante des mutuelles (FNIM) s'est constituée. Elle regroupe une trentaine de mutuelles et est présidée par Philippe Mixe.
Depuis 2009, la Fédération Diversité Proximité mutualiste (FDPM) présidée par Jean-Louis SPAN, autre dénomination de l’Association Diversité Proximité Mutualiste (ADPM) créée en 2006, est la deuxième force mutualiste de France représentant les petites et moyennes mutuelles (PMM) de santé.

## Réalisations sociales
Les mutuelles peuvent aussi gérer des réalisations sanitaires et sociales. Elles sont alors dites de livre III, du nom du livre du Code de la Mutualité régissant leur fonctionnement. Les mutuelles de la Mutualité Française gèrent un réseau sanitaire et social à but non lucratif avec 2 800 services de soins et d’accompagnement.

## Les mutuelles communales
De plus en plus de communes,,,s’engagent pour implanter un modèle de complémentaire santé accessible, moins chère, à tous, surtout pour les plus éloignés de l'accès aux soins et aux catégories de personnes exclues des contrats collectifs. La mutuelle de commune est un contrat collectif à adhésion facultative ouvert aux habitants d’une commune déterminée, les garanties proposées doivent répondre au cahier des charges fixé par la commune.

## Contrôle
L'organisme de contrôle des mutuelles, des assurances et des institutions de prévoyance est l'Autorité de contrôle prudentiel et de résolution (ACPR).